# Двойная экспоненциальная функция

Двойная экспоненциальная функция (красная кривая) в сравнении с обычной показательной функцией (голубая кривая).

Двойная экспоненциальная функция — константа, возведённая в степень показательной функции. Главная формула функции: {\displaystyle f(x)=a^{b^{x}}=a^{(b^{x})}}. При a>1 и b>1 она растёт значительно быстрее, чем показательная функция.
Например, если a = b = 10:
- f(x) = 1010x
- f(0) = 10
- f(1) = 1010
- f(2) = 10100 = гугол
- f(3) = 101000
- f(100) = 1010100 = гуголплекс.

Факториал растет быстрее чем показательная функция, но значительно медленнее, чем двойная экспоненциальная функция. Однако, тетрация и функция Аккермана растут быстрее. Смотрите нотацию О-большое для сравнения скорости роста различных функций.
Обратной функцией для двойной экспоненциальной функции является двойной логарифм log(log(x)).